# Marc Joseph
Marc Ellis Joseph (ur. 10 listopada 1976 w Leicester) –  antiguański piłkarz pochodzenia angielskiego, występujący na pozycji środkowego obrońcy.

## Kariera klubowa
Joseph swoją profesjonalną karierę piłkarską rozpoczynał w zespole Cambridge United z czwartej klasy rozgrywkowej – Fourth Division. Po kilkunastu miesiącach wywalczył sobie miejsce w podstawowym składzie i został podstawowym zawodnikiem drużyny. Po sezonie 1998/1999 awansował z nią do trzeciej ligi – Third Division. Ogółem w Cambridge spędził sześć lat, rozgrywając w jego barwach 153 ligowe mecze. W 2001 roku został zawodnikiem innego trzecioligowca, Peterborough United, gdzie zdobył pierwszego gola w profesjonalnej karierze – 18 września tego samego roku w wygranej 6:0 konfrontacji z Bournemouth.
Regularne występy Josepha w Peterborough zaowocowały transferem do czwartoligowego Hull City za sumę 75 tysięcy euro. Tam szybko osiągnął status podstawowego defensora i po sezonie 2003/2004 zanotował awans o klasę wyżej, natomiast rok później pomógł Hull w dostaniu się na bezpośrednie zaplecze najwyższej klasy rozgrywkowej – Championship. W drugiej lidze stracił jednak miejsce w składzie i został wypożyczony do Bristol City z trzeciej ligi, jednak tam również pozostawał rezerwowym ekipy. W styczniu przeszedł do Blackpool, również trzecioligowego, gdzie w pierwszym meczu grał na zasadzie wypożyczenia, lecz zaraz potem dołączył do drużyny definitywnie. W sezonie 2006/2007 pomógł klubowi w awansie do drugiej ligi.
Nie mogąc wywalczyć sobie miejsca w wyjściowej jedenastce Blackpool, Joseph odszedł do czwartoligowego Rotherham United, gdzie przeważnie był podstawowym graczem i jego barwy reprezentował przez następne trzy lata, nie odnosząc jednak żadnego sukcesu w postaci awansu do wyższej ligi. W 2010 roku przeszedł do Altrincham z piątej ligi – Conference National, z którym po roku spadł na szósty pozion rozgrywek, natomiast w 2011 roku podpisał umowę z siódmoligowym Kendal Town.

## Kariera reprezentacyjna
Dysponujący podwójnym obywatelstwem Joseph zdecydował się na występy w reprezentacji Antigui i Barbudy, w której zadebiutował 17 czerwca 2008 w przegranym 3:4 meczu z Kubą w ramach eliminacjach do Mistrzostw Świata 2010, na które jego drużyna nie zdołała się zakwalifikować. Z takim samym skutkiem zakończyły się dla jego drużyny eliminacje do Mistrzostw Świata 2014, podczas których Joseph strzelił premierową bramkę w kadrze narodowej – 2 września 2011 w wygranej 5:2 konfrontacji z Curaçao.